# Italien i Junior Eurovision Song Contest
Italien debuterade i Junior Eurovision Song Contest 2014 och har till och med 2024 deltagit 10 gånger. Den 4 september 2014 meddelade RAI att deras bidrag hade valts ut internt. Italien vann tävlingen 2014. 2015 valde man att använda sig av sångtävlingen Te lascio una canzone för att få fram artisten, men till 2016 års tävling beslöt sig RAI för att välja både artist och bidrag på egen hand.

## Deltagare
| År               | Artist                      | Bidrag                          | Översättning                    | Placering | Poäng |
| 2014             | Vincenzo Cantiello          | "Tu Primo Grande Amore"         | Du är den första stora kärleken | 1         | 159   |
| 2015             | Chiara och Martina Scarpari | "Viva"                          | Leve                            | 16        | 34    |
| 2016             | Fiamma Boccia               | "Cara Mamma"                    | Kära mamma                      | 3         | 209   |
| 2017             | Maria Iside Fiore           | "Scelgo (My Choice)"            | Jag väljer (Mitt val)           | 11        | 86    |
| 2018             | Melissa och Marco           | "What Is Love"                  | Vad är kärleken?                | 7         | 151   |
| 2019             | Marta Viola                 | "La voce della Terra"           | Jordens röst                    | 7         | 129   |
| Deltog inte 2020 |                             |                                 |                                 |           |       |
| 2021             | Elizabetta Lizza            | "Specchio" (Mirror on the Wall) | Spegel på väggen                | 10        | 107   |
| 2022             | Chanel Dilecta              | "Bla Bla Bla"                   | -                               | 11        | 95    |
| 2023             | Melissa & Ranya             | "Un Mondo Giusto"               | En rättvis värld                | 11        | 81    |
| 2024             | Simone Grande               | "Pigiama Party"                 | Pyjamasparty                    | 9         | 98    |